# 442-es busz
A 442-es jelzésű autóbusz a budapesti agglomerációban közlekedő helyközi járat, a budapesti Stadion autóbusz-pályaudvart és Jászfényszarut köti össze.

## Megállóhelyei
| 0                             | Budapest, Stadion autóbusz-pályaudvar végállomás                 | 34 | 1, 1A 73, 75, 77, 80 95, 130, 195 396, 397, 398, 399, 400, 402, 410, 412, 414, 422, 424, 430, 432, 434, 435, 436, 437, 438, 439, 440, 441, 485, 486 1020, 1021, 1024, 1031, 1034, 1037, 1039, 1040, 1044, 1045, 1046, 1049, 1050, 1052, 1053, 1054, 1060, 1063, 1066, 1067, 1068, 1069, 1070, 1075, 1076, 1077, 1078 |
| 1                             | Budapest, Kacsóh Pongrác út                                      | 33 | 1, 1A, 3, 69 72, 74, 74A, 82 25, 32, 225 396, 397, 398, 399, 400, 402, 412, 414, 422, 424, 432, 434, 434, 435, 436, 437, 438, 439 1020, 1021, 1024, 1031, 1034, 1037, 1039, 1040, 1044, 1045, 1046, 1049, 1050, 1052, 1053, 1054, 1063, 1066, 1067, 1068, 1069, 1076                                                 |
| 2                             | Budapest, Szerencs utca                                          | 32 | 96, 124, 225, 296, 296A 396, 397, 398, 399, 400, 402, 412, 414, 422, 424, 432, 434, 434, 435, 436, 437, 438, 439 1020, 1021, 1024, 1031, 1034, 1037, 1039, 1040, 1044, 1045, 1046, 1049, 1050, 1052, 1053, 1054, 1063, 1066, 1067, 1068, 1069, 1076                                                                  |
| Budapest közigazgatási határa |                                                                  |    | |
| 3                             | Gödöllő, Haraszti út                                             | 31 | 402, 412, 422, 450, 451, 452, 453, 454, 455, 464 1052, 1076 |
| 4                             | Gödöllő, Idősek Otthona                                          | 30 | 402, 412, 422, 432, 434, 450, 451, 452, 453, 454, 455, 464 1052, 1076 |
| 5                             | Gödöllő, Széchenyi István utca                                   | 29 | 402, 412, 422, 432, 434, 450, 451, 452, 453, 454, 455, 464 1052, 1076 |
| 6                             | Gödöllő, Szökőkút                                                | 28 | 317, 324, 402, 412, 422, 432, 434, 446, 447, 448, 450, 451, 452, 453, 454, 455, 464, 466, 470, 471, 472, 473, 474, 475, 476, 477, 478, 479 1052, 1076 |
| 7                             | Gödöllő, autóbusz-állomás                                        | 27 | 317, 324, 402, 404, 405, 406, 407, 410, 412, 422, 426, 430, 432, 434, 440, 441, 444, 446, 447, 448, 450, 451, 452, 454, 455, 461, 463, 464, 465, 466, 468, 469, 470, 471, 472, 473, 474, 475, 476, 477, 478, 479 1040, 1049, 1052, 1076, 1077, 1078                                                                  |
| 8                             | Gödöllő, Palotakert                                              | 26 | 440, 441, 444, 470, 472, 473 |
| 9                             | Gödöllő, vasútállomás                                            | 25 | 440, 441, 444, 446, 447, 448, 465, 466, 470, 472 1076, 1077, 1078 S80 G80 InterRégió, expresszvonat |
| 10                            | Gödöllő, Köztársaság út                                          | 24 | 440, 441, 444, 465 |
| 11                            | Gödöllő, Bessenyei György utca                                   | 23 | 440, 441, 444, 465 |
| 12                            | Gödöllő, Marika telep                                            | 22 | 440, 441, 444, 465 |
| 13                            | Gödöllő, Szárítópuszta                                           | 21 | 440, 441, 444, 465 |
| 14                            | Vaskapui út (Kőkereszt)                                          | 20 | 440, 441, 444 |
| 15                            | Valkó, vadgazdaság bejárati út                                   | 19 | 440, 441, 444 |
| 16                            | Valkó, Erdészet                                                  | 18 | 440, 441, 444 1076 |
| 17                            | Valkó, Szabadság út 190.                                         | 17 | 440, 441, 444 |
| 18                            | Valkó, Szabadság út 129.                                         | 16 | 440, 441, 444 |
| 19                            | Valkó, Isaszegi út                                               | 15 | 440, 441, 444 |
| 20                            | Valkó, általános iskola                                          | 14 | 440, 441, 444 1076, 1077 |
| 21                            | Valkó, Szabadság út 1.                                           | 13 | 440, 441, 444 |
| 22                            | Vácszentlászló, autóbusz-forduló induló végállomás Budapest felé | 12 | 440, 441, 444 1076, 1077, 1078 |
| 23                            | Vácszentlászló, Zsámboki út                                      | 11 | 440, 441, 444 |
| 24                            | Vácszentlászló, mezőgazdasági major                              | 10 | 440, 441, 444 |
| 25                            | Vácszentlászló, víztározó bejárati út                            | 9  | 440, 441, 444 |
| 26                            | Zsámbok, József Attila utca 26.                                  | 8  | 440, 441, 444 |
| 27                            | Zsámbok, általános iskola                                        | 7  | 440, 441, 444, 445, 490, 492 1076, 1077, 1078 |
| 28                            | Jászfényszaru, Menyhárt-tanya                                    | 6  | 441, 444 1076, 1077, 1078 |
| 29                            | Galga híd                                                        | 5  | 441, 444 1077, 1078 |
| 30                            | Szabadság Termelőszövetkezet                                     | 4  | 441, 444 |
| 31                            | Jászfényszaru, autóbusz-váróterem                                | 3  | 414, 441, 444, 4681, 4685, 4686 1076, 1077, 1078, 1467 |
| 32                            | Jászfényszaru, 101. számú ABC                                    | 2  | 414, 441, 444, 4681, 4685, 4686 1076, 1077, 1467 |
| 33                            | Jászfényszaru, külső iskola                                      | 1  | 414, 441, 444, 4681, 4685, 4686 1076, 1077, 1078, 1467 |
| 34                            | Jászfényszaru, Wesselényi utca végállomás                        | 0  | 441, 444, 4681, 4685, 4686 1467 |